# چهل و پنجمین دوره جوایز بفتا
چهل وپنجمین دوره جوایز بفتا  در لندن بریتانیا در سال ۱۹۹۲ برگزار شد که فیلم‌های تعهدات و سیرانو دو برژراک بیشترین جایزه را تصاحب کردند . رقصنده با گرگ‌ها و سکوت بره‌ها نیز در ۹ رشته کاندیدای دریافت بفتا شدند . جیمز کامرون با فیلم نابودگر ۲: روز داوری توانست ۲ جایزه را دریافت کند. 

## نامزدی‌ها و جوایز
| بهترین فیلم | بهترین کارگردانی |
| --- | --- |

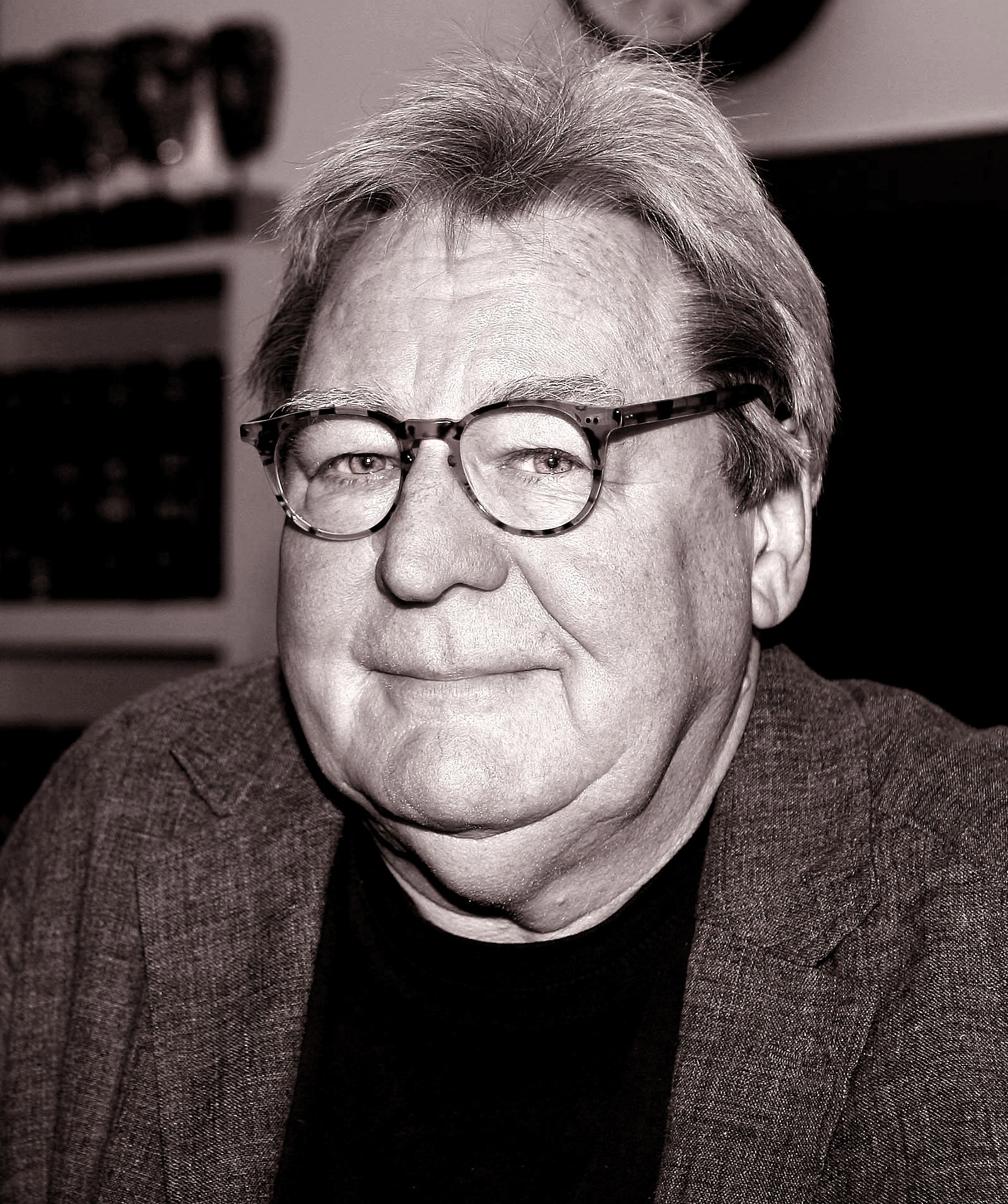
آلن پارکر، برنده بهترین کارگردانی

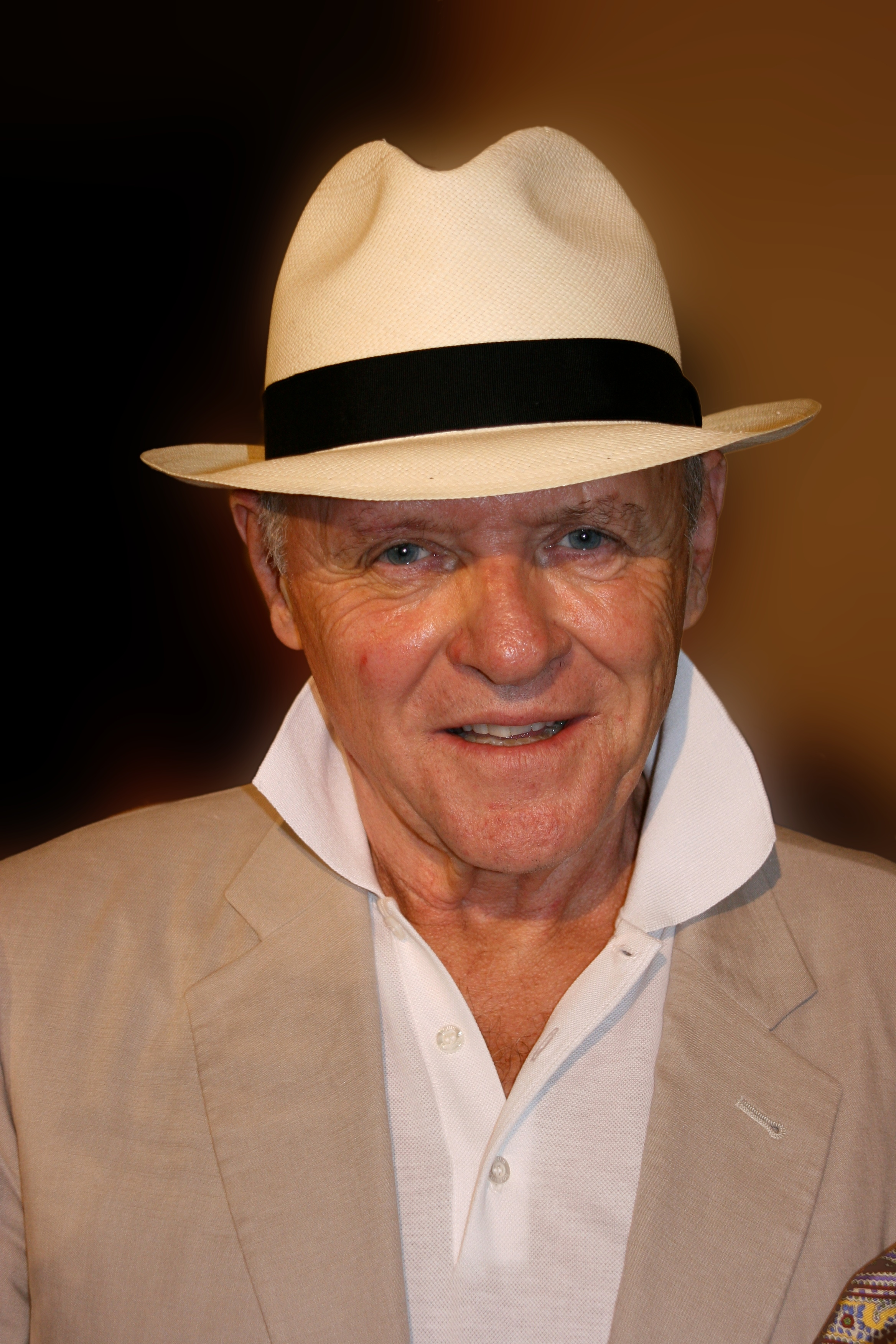
آنتونی هاپکینز، برنده بهترین بازیگر نقش اول مرد

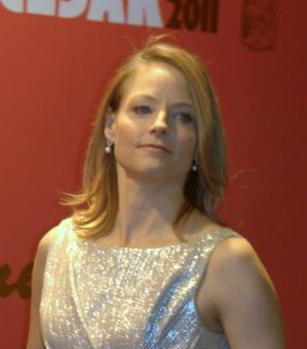
جودی فاستر، برنده بهترین بازیگر نقش اول زن

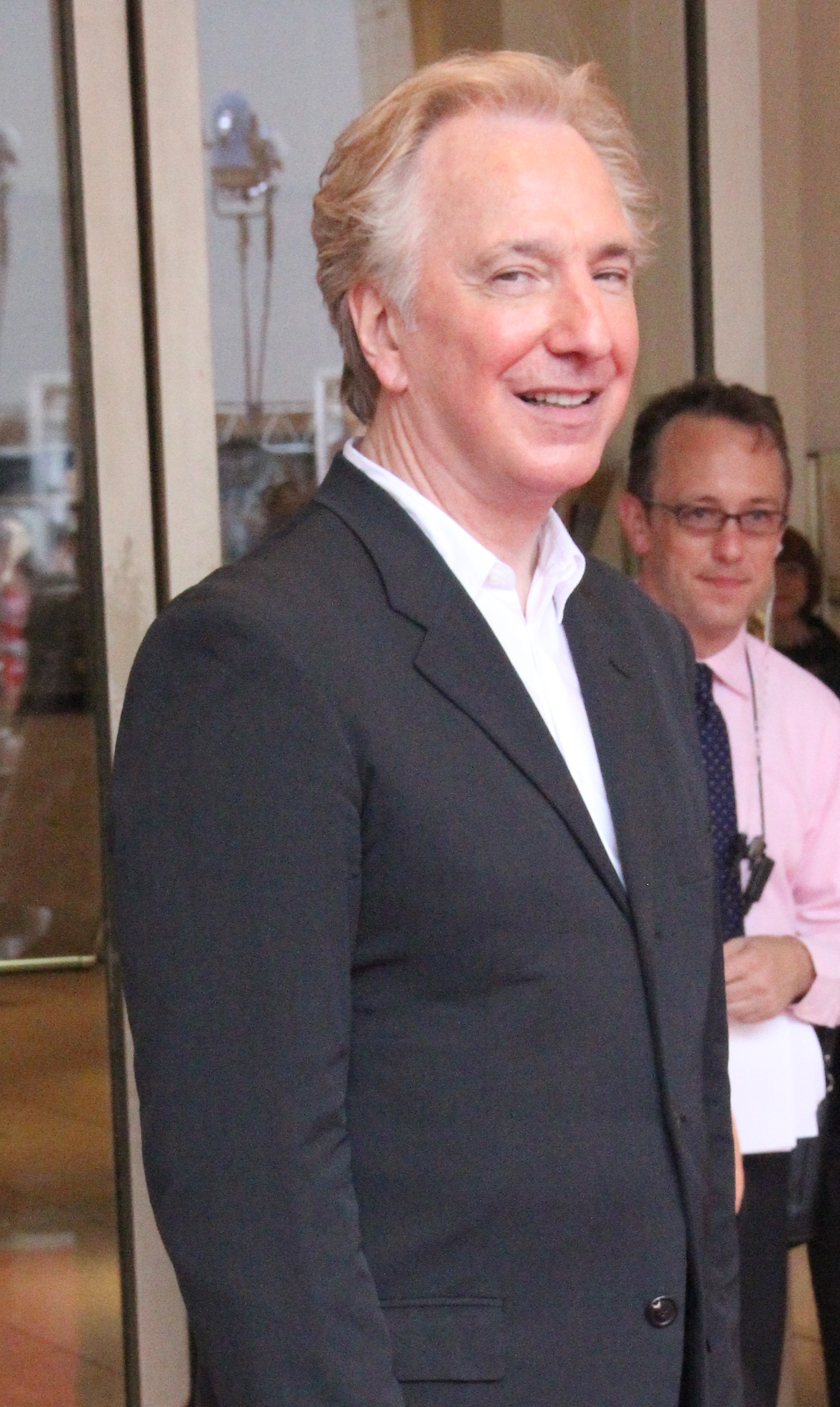
آلن ریکمن، برنده بهترین بازیگر نقش مکمل مرد

| تعهدات - رقصنده با گرگ‌ها - تلما و لوییز - سکوت بره‌ها | آلن پارکر برای فیلم تعهدات - کوین کاستنر برای فیلم رقصنده با گرگ‌ها - جاناتان دمی برای فیلم سکوت بره‌ها - ریدلی اسکات برای فیلم تلما و لوییز                       |
| بهترین بازیگر نقش اول مرد | بهترین بازیگر نقش اول زن |
| آنتونی هاپکینز برای فیلم سکوت بره‌ها - کوین کاستنر برای فیلم رقصنده با گرگ‌ها - آلن ریکمن برای فیلم حقیقتاً، دیوانه‌وار، عمیقاً - ژرار دوپاردیو برای فیلم سیرانو دو برژراک | جودی فاستر برای فیلم سکوت بره‌ها - جینا دیویس برای فیلم تلما و لوییز - سوزان ساراندون برای فیلم تلما و لوییز - جولیت استیونسون برای فیلم حقیقتاً، دیوانه‌وار، عمیقاً |
| بهترین بازیگر نقش مکمل مرد | بهترین بازیگر نقش مکمل زن |
| آلن ریکمن برای فیلم - Andrew Strong برای فیلم تعهدات - درک جاکوبی برای فیلم مرگ دوباره - آلن بیتس برای فیلم هملت                                                      | کیت نلیگان برای فیلم فرانکی و جانی - آماندا پلامر برای فیلم فیشر کینگ - آنت بنینگ برای فیلم کلاهبرداران - جولی والترز برای فیلم پله                              |
| فیلم‌نامه اوریجینال | فیلم‌نامه اقتباسی |
| حقیقتاً، دیوانه‌وار، عمیقاً - تلما و لوییز - کارت سبز - فیشر کینگ | تعهدات - سیرانو دو برژراک - رقصنده با گرگ‌ها - سکوت بره‌ها |
| بهترین فیلمبرداری | طراحی لباس |
| سیرانو دو برژراک - سکوت بره‌ها - تلما و لوییز - رقصنده با گرگ‌ها | سیرانو دو برژراک - والمونت - رابین هود: شاهزادهٔ دزدان - ادوارد دست‌قیچی                                                                                           |
| بهترین ویرایش فیلم | بهترین گریم و آرایش مو |
| تعهدات - سکوت بره‌ها - رقصنده با گرگ‌ها - تلما و لوییز | سیرانو دو برژراک - ادوارد دست‌قیچی - رقصنده با گرگ‌ها - خانواده آدامز                                                                                              |
| بهترین طراحی تولید | بهترین صدا |
| ادوارد دست‌قیچی - سیرانو دو برژراک - نابودگر ۲: روز داوری - خانواده آدامز                                                                                              | نابودگر ۲: روز داوری - تعهدات - سکوت بره‌ها - رقصنده با گرگ‌ها |
| بهترین جلوه‌های ویژه تصویری | بهترین موسیقی |
| نابودگر ۲: روز داوری - کتاب مرفه و صلح - ادوارد دست‌قیچی - بازافروختگی                                                                                                 | سیرانو دو برژراک - تلما و لوییز - سکوت بره‌ها - رقصنده با گرگ‌ها                                                                                                   |